# Trevor Blumas
Trevor Blumas (London, 16 ottobre 1984) è un attore canadese.

## Biografia

### Primi anni
Trevor nacque a London (Canada) e frequentò la Lester B. Pearson School for the Arts studiando recitazione, musica, danza e arte. Trevor fece parte della Original Kids Theatre Company in Ontario e venne nominato per un Young Artist Award nel 1999 nella categoria "Miglior Performance" per il ruolo in Stranger in Town.
Trevor si è diplomato alla "AB Lucas Secondary School" nel 2003.

### Carriera
Durante l'adolescenza, Trevor si allontana dalla carriera da attore per entrare nella band Staylefish. Per la band Travor scrive la canzone "Hold On". Dopo lo scioglimento degli Staylefish Trevor decide di intraprendere una carriera da solista e attualmente sta registrando il suo primo album.
Per quanto riguarda la carriera da attore, Trevor ha partecipato al film della Disney Ice Princess (2005) con Michelle Trachtenberg.
Attualmente è il cantante di una indie-band, What Ever Happened to Corduroy.

## Filmografia

### Cinema
- The Wall (1998)
- Seasons of Love (1998)
- Monet: Shadow and Light (1999)
- Due gemelle nel pallone (Switching Goals) (1999)
- Dinner at Fred's, regia di Shawn Thompson (1999)
- Virtual Mom (2000)
- Inside the Osmonds (2001)
- The Unsaid - Sotto silenzio (The Unsaid), regia di Tom McLoughlin (2001)
- Guilt by Association (2002)
- Prom Queen: The Marc Hall Story (2003)
- Ice Princess (2005)

### Televisione
- Stranger in Town, regia di Stuart Margolin – film TV (1998)
- Little Men – serie TV (1998-1999)
- La fuggitiva (Jane Doe), regia di Kevin Elders – film TV (2001)
- Too Young to Marry, regia di Michel Poulette – film TV (2007)